# Arnór Guðjohnsen
Arnór Guðjohnsen (født 30. april 1961 i Reykjavik, Island) er en islandsk tidligere fodboldspiller (angriber), far til Eiður Guðjohnsen.

## Klubkarriere
Efter at have startet sin karriere i hjemlandet hos Víkingur skiftede Guðjohnsen i 1978 til belgisk fodbold og Lokeren. Her spillede han de følgende fem sæsoner, og var i denne periode klubkammerat med danske Preben Elkjær. Efterfølgende tilbragte han syv år hos Anderlecht, hvor han var med til at vinde tre belgiske mesterskaber. I sæsonen 1986-87 blev han desuden ligaens topscorer.
Efter tolv år i Belgien skiftede Guðjohnsen i 1990 til Girondins Bordeaux i Frankrig. Senere i karrieren spillede han også en årrække i Sverige, hvor han blandt andet nåede 100 ligakampe for Örebro SK, inden han sluttede karrieren af i hjemlandet med ophold hos Valur og Stjarnan.

## Landshold
Guðjohnsen spillede i løbet af en periode på hele 18 år 72 kampe for Islands landshold, hvori han scorede 14 mål. I en landskamp 24. april 1996 mod Estland blev udskiftet med sin søn midtvejs i anden halveg. Eiður var på daværende tidspunkt 17 år.